# Bougarber
Bougarber är en kommun i departementet Pyrénées-Atlantiques i regionen Nouvelle-Aquitaine i sydvästra Frankrike. Kommunen ligger i kantonen Lescar som tillhör arrondissementet Pau. År 2022 hade Bougarber 857 invånare.

## Befolkningsutveckling
Antalet invånare i kommunen Bougarber
| Referens: INSEE |